# ञ
Cette page contient des caractères spéciaux ou non latins. S’ils s’affichent mal (▯, ?, etc.), consultez la page d’aide Unicode.
ञ, appelé ña et transcrit ñ, est une consonne de l’alphasyllabaire devanagari.

## Représentations informatiques
Ses Unicode sont :
| formes | représentations | chaînes de caractères | points de code | descriptions                                    |
| ------ | --------------- | --------------------- | -------------- | ----------------------------------------------- |
| pleine | ञ               | ञ                     | U+091E         | lettre devanagari ña                            |
| morte  | ञ्               | ञ◌्                    | U+091E U+094D  | lettre devanagari ña, symbole devanagari virama |